# Bereziwka (hromada Hrebinka)
Bereziwka (ukr. Березівка) – wieś na Ukrainie, w obwodzie połtawskim, w rejonie łubieńskim, w hromadzie Hrebinka. W 2001 liczyła 361 mieszkańców, spośród których 346 wskazało jako ojczysty język ukraiński, 14 rosyjski, a 1 inny.